# Résolution 47 du Conseil de sécurité des Nations unies
Membres permanents
- Chine
- États-Unis
- France
- Royaume-Uni
- URSS

Membres non permanents
- Argentine
- Belgique
- Canada
- Colombie
- Syrie
- RSS d'Ukraine

Résolution no 46 Résolution no 48
La résolution 47 du Conseil de sécurité des Nations unies  est une résolution du Conseil de sécurité des Nations unies adoptée le 21 avril 1948.
Après avoir entendu les arguments de l'Inde et le Pakistan, le Conseil a augmenté la taille de la Commission établie par la résolution 39 du Conseil de sécurité des Nations unies à cinq membres, et a chargé la Commission d'aller au sous-continent indien et d'aider les gouvernements de l'Inde et du Pakistan rétablir la paix et l'ordre dans la région et se préparer à un plébiscite pour décider du sort du Cachemire.
La résolution a été adoptée par le Conseil de sécurité des Nations unies en vertu du chapitre VI de la Charte des Nations unies. Les résolutions adoptées en vertu du chapitre VI de la Charte des Nations unies sont considérés comme non contraignantes et n'ont aucun caractère exécutoire obligatoire contrairement aux résolutions adoptées en vertu du chapitre VII.
La résolution recommande que, afin d'assurer l'impartialité du plébiscite Pakistan, de retirer toutes les tribus et les ressortissants entrés dans la région dans le but de combattre et que l'Inde ne laisse que le nombre minimum de troupes nécessaires pour maintenir l'ordre public. La Commission est également charger d'envoyer autant d'observateurs dans la région que nécessaire pour s'assurer que les dispositions de la résolution ont été respectées.
Le Pakistan a ignoré le mandat de l'ONU et a continué à se battre, se tenant à la partie du Cachemire sous son contrôle. Par conséquent l'Inde a refusé de mettre en œuvre le plébiscite clamant que le retrait des forces pakistanaises était une condition sine qua none pour l’exécution de la résolution.
La résolution a été adoptée paragraphe par paragraphe, aucun vote sur la résolution dans son ensemble effectué.

## Texte
- Résolution 47 sur fr.wikisource.org
- Résolution 47 sur en.wikisource.org